# Laura Gloning
Laura Gloning (5 juni 2005) is een voetbalspeelster uit Duitsland. Ze speelt als verdediger voor FC Bayern München in de Bundesliga.

## Clubcarrière
Gloning begon met voetballen in Balingen bij TSG Balingen. Hierna sloot ze zich aan bij de jeugdafdeling van SC Freiburg. Voor het B-jeugdteam van deze club speelde ze zes wedstrijden waarin ze eenmaal tot scoren kwam. In het seizoen 2021/22 werd ze gecontracteerd door FC Bayern München. In eerste instantie kwam ze uit voor het tweede elftal van de Beierse club die actief is in de Tweede Bundesliga. In haar debuutseizoen voor het tweede elftal maakte drie doelpunten in twintig wedstrijden. Op 20 augustus 2021 maakte Gloning haar debuut voor het tweede elftal in een thuiswedstrijd tegen 1. FC Nürnberg. Haar eerste doelpunt maakte ze op 26 september 2021 in een 4-1 overwinning op het tweede elftal van VfL Wolfsburg. Gloning werd in 2022 uitgeroepen tot elitestudent van het jaar.. In het volgende seizoen maakte ze in 19 wedstrijden twee doelpunten. Op 28 mei 2023 maakte Gloning haar debuut voor het eerste elftal van FC Bayern München door in te vallen in de 58ste minuut voor Jovana Damnjanović in een met 11-1 gewonnen thuiswedstrijd tegen 1. FFC Turbine Potsdam.

## Statistieken
| Seizoen | Club                 | Land      | Competitie        | Wedstrijden | Doelpunten |
| ------- | -------------------- | --------- | ----------------- | ----------- | ---------- |
| 2021/22 | FC Bayern München II | Duitsland | Tweede Bundesliga | 20          | 3          |
| 2022/23 | FC Bayern München II | Duitsland | Tweede Bundesliga | 19          | 2          |
| 2023/24 | FC Bayern München II | Duitsland | Tweede Bundesliga | 21          | 0          |
| 2024/25 | FC Bayern München II | Duitsland | Tweede Bundesliga | 13          | 1          |
| 2022/23 | FC Bayern München    | Duitsland | Bundesliga        | 1           | 0          |
| 2023/24 | FC Bayern München    | Duitsland | Bundesliga        | 0           | 0          |
| 2023/24 | FC Bayern München    | Duitsland | Bundesliga        | 0           | 0          |
| Totaal  | Totaal               | Totaal    | Totaal            | 74          | 6          |

Laatste update: 21 januari 2025

## Interlandcarrière
Gloning kwam met Duitsland -17 uit op het EK onder 17 in Bosnië en Herzegovina in 2022. Ze haalde op dit toernooi met haar land de finale die na penalty's werd gewonnen van de leeftijdsgenoten van Spanje. hetzelfde jaar nam ze ook deel aan het WK onder 17 in India. Hier haalde ze met haar land de vierde plaats. In 2019 kwam Gloning uit voor Duitsland -19, waarmee ze aantrad op het EK onder 19 in België in 2023. In het volgende jaar ging Gloning naar Duitsland -20, waarvoor ze werd geselecteerd voor deelname aan het WK onder 20 in 2024. Glonings avontuur in Colombia eindigde in de kwartfinale.